# Ernst Hebak
Ernst Hebak (?, 1888. szeptember 25. – ?, 1934. március 15.) cseh nemzetközi labdarúgó-játékvezető.

## Pályafutása

### Nemzetközi játékvezetés
A Csehszlovák labdarúgó-szövetség Játékvezető Bizottsága (JB) terjesztette fel nemzetközi játékvezetőnek, a Nemzetközi Labdarúgó-szövetség (FIFA) 1924-től tartotta nyilván bírói keretében. Több nemzetek közötti válogatott és klubmérkőzést vezetett, vagy működő társának partbíróként segített. 
Az aktív nemzetközi játékvezetéstől 1924-ben búcsúzott. Válogatott mérkőzéseinek száma: 1.

## Magyar vonatkozás
| Időpont            | Helyszín                        | Mérkőzés típusa                   | Mérkőzés                       | Eredmény | Nézők száma |
| ------------------ | ------------------------------- | --------------------------------- | ------------------------------ | -------- | ----------- |
| 1921. október 23.. | Hungária krt. Stadion, Budapest | nem hivatalos válogatott mérkőzés | Magyarország–Közép-Németország | 3 : 2    | 25 000      |

## Külső hivatkozások
- Ernst Hebak. footballzz.com. (Hozzáférés: 2012. május 6.)
- Ernst Hebak. eu-football.info. (Hozzáférés: 2012. május 6.)
- Ernst Hebak. footballdatabase.eu. (Hozzáférés: 2012. május 6.)